# شريان ركبي أوسط
الشريان الركبي الأوسط (شريان مفصلي مفرد) هو فرع صغير ينشأ قبالة الجزء الخلفي من الركبة.

## المسار والهدف
هذا الفرع الصغير من الشريان المأبضي يخترق الرباط المأبضي المائل، ويزوّد الرباط والغشاء الزلالي في المنطقة الداخلية في مفصل الركبة.